# Sävar IK
Sävar IK är en idrottsförening i Sävar i Umeå kommun. Föreningen har sektioner inom fotboll, gymnastik och hopprep, skidor, ishockey samt handboll. Hopprepssektionen har haft några av världens bästa rephoppare.[källa behövs]